# Hautasaari (ö i Varkaus)
Hautasaari är en liten ö i Finland. Ordet hautasaari åsyftar att ön har varit en begravningsplats. Den ligger i sjön Unnukka och i kommunen Leppävirta i kommunen Leppävirta i den ekonomiska regionen  Varkaus och landskapet Norra Savolax, i den sydöstra delen av landet, 290 km nordost om huvudstaden Helsingfors. Öns area är 2,1 hektar och dess största längd är 230 meter i sydväst-nordöstlig riktning.